# 德國足球協會聯賽盃
德國足球協會聯賽盃（德語：DFB-Liga-Pokal），簡稱德國聯賽盃，是由德国足球协会（DFB）自1997年開始舉辦在球季揭幕前的錦標賽。2005年獲Premiere冠名贊助稱為“聯賽盃”（德語：Premiere Ligapokal）。前身稱為德國超級盃（德語：Deutschen Supercup）由德甲冠軍對德國盃冠軍，由1987年至1996年共舉行了10屆，在此之前因不同原因曾舉行三次非官式比賽。
很多球队都只是把联赛杯视为普通的季前热身赛，2007年11月初德国足球职业联盟（DFL）主席劳巴尔博士向《焦点》杂志透露正在考虑取消联赛杯 。11月22日德国足球职业联盟开会讨论后决定取消2008年联赛杯，改為復辦未獲得德國足總官方認可的德國超級盃。联赛杯会否就此永远取消，日后会再次开会研究得出结论 。

## 賽制
參賽資格
上屆德甲前四名球隊、德國盃盟主及德乙冠軍，如德甲前四名中的一隊同時是德國盃冠軍，由德甲第五名補上。 
比賽形式
初賽由德甲第二名對德乙冠軍及第德甲三名對第四名爭逐準決賽的兩個席位，比賽在中立球場舉行。德甲及德國杯冠軍自動成為準決賽的種子球隊兼得主場之利。所有賽事若法定時間未能分勝負，不設加時，立刻以互射十二碼方式得出勝負。

## 歷屆冠軍

### 德國超級盃
- 1973年（非官式）: 漢堡
- 1977年（非官式）:
- 1983年（非官式）: 拜仁慕尼黑
- 1987年: 拜仁慕尼黑
- 1988年:
- 1989年:
- 1990年: 拜仁慕尼黑
- 1991年:
- 1992年:
- 1993年:
- 1994年:
- 1995年:
- 1996年:

### 德國聯賽盃

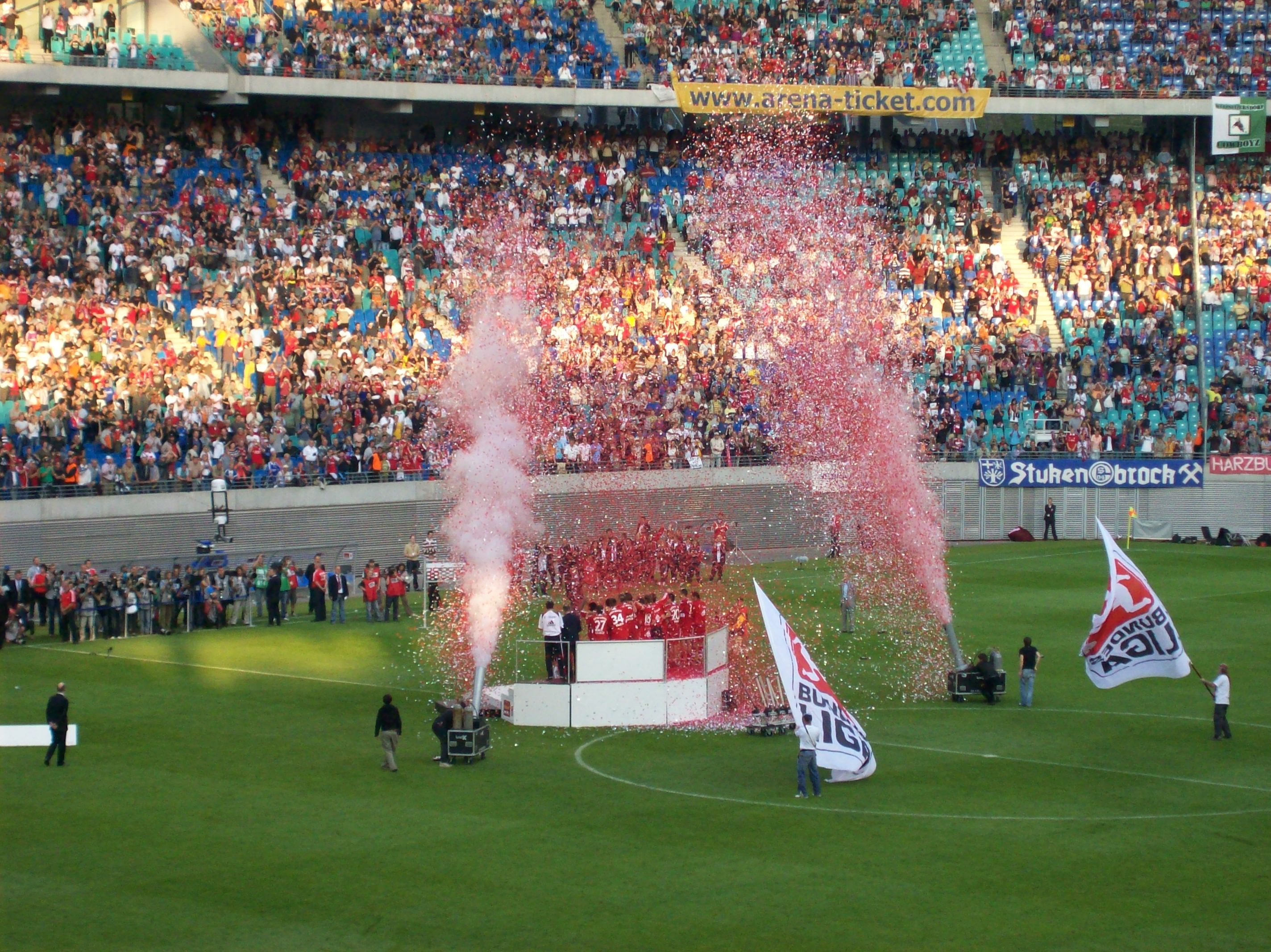
拜仁慕尼黑於2007年奪標

- 1997年：拜仁慕尼黑 (2:0 )
- 1998年：拜仁慕尼黑 (4:0 )
- 1999年：拜仁慕尼黑 (2:1 )
- 2000年：拜仁慕尼黑 (5:1 )
- 2001年： (4:1 )
- 2002年： (4:1 )
- 2003年：漢堡 (4:2 )
- 2004年：拜仁慕尼黑 (3:2 )
- 2005年： (1:0 )
- 2006年： (2:0 拜仁慕尼黑)
- 2007年：拜仁慕尼黑 (1:0 )
- 2008年：停辦
- 2009年：停辦